# Hiszpańska Konfederacja Prawicy Autonomicznej
Hiszpańska Konfederacja Prawicy Autonomicznej (hiszp. Confederación Española de Derechas Autónomas, CEDA) – federacja hiszpańskich katolickich i konserwatywnych partii politycznych założona 4 marca 1933. Jej głównymi twórcami byli Ángel Herrera Oria, założyciel i redaktor naczelny dziennika El Debate (Debata), i José María Gil-Robles, późniejszy lider CEDA.

## Historia
W roku 1931 Herreremu Ori stojącemu na czele organizacji Acción Católica (Akcja Katolicka) udało się skoncentrować wokół swojego dziennika grupę katolików gotowych bronić swoich poglądów w starciu z laickimi postulatami republikanów. Z grupy tej wyłoniła się partia Acción Nacional (Akcja Narodowa), założona 29 marca 1931, czyli w 15 dni po proklamowaniu II Republiki Hiszpańskiej. Po pewnym czasie nazwę zmieniono na Acción Popular (Akcja Ludowa), która była najważniejszą partią CEDA. Wspólną cechą wszystkich partii koalicji był ich klerykalizm i opór wobec reform, które w tej materii przedsięwziął pierwszy rząd II Republiki: laickość z rozdziałem państwa od Kościoła, zakaz używania symboli religijnych w szkołach oraz innych, mniejszych zmian. CEDA szybko stała się najpoważniejszą siłą hiszpańskiej prawicy, mając (według samej partii) swoich szeregach około 700 tysięcy członków. Masowość partii została osiągnięta poprzez współpracę z licznymi organizacjami katolickimi.
José María Gil-Robles, będący szefem klubu parlamentarnego najpierw Acción Nacional i później Acción Popular, został szefem CEDA. Odwiedził w tym czasie Niemcy, żeby poznać metody propagandowe NSDAP; wziął również udział w jednym ze słynnych wieców w Norymberdze. CEDA podsumowywała swój program w haśle Religión, Familia, Patria, Orden, Trabajo y Propiedad (Religia, Rodzina, Ojczyzna, Porządek, Praca i Własność). W wyborach z 19 listopada 1933 CEDA przystąpiła wspólnie z innymi partiami prawicowymi, zdobywając prawie 25% głosów i 115 z 472 mandatów, co nie starczało do utworzenia własnego rządu; spowodowało to, że Konfederacja była zmuszona do poparcia centrolewicowego rządu Alejandro Lerroux, a także czasowo do niego przystąpiła. Okres od wyborów w listopadzie 1933 do następnych, w lutym 1936 jest przez historyków nazywany bienio negro (czarne dwulecie), gdyż były to lata reakcjonistyczne i naznaczone faszyzmem. Cofnięcie przez rząd premiera Lerroux reform, które wdrożyli jego poprzednicy, oraz ukonstytuowanie się nowego gabinetu z trzema ministrami wywodzącymi się z CEDA, doprowadziło w październiku 1934 do wielkiej fali strajków inspirowanych przez lewicę i do próby socjalistycznej zbrojnej rebelii. Wydarzenia te nazywane są w Hiszpanii rewolucją października 1934.
Nieznaczna przegrana w wyborach w roku 1936 okazała się dla CEDA prawdziwą klęską: partie lewicowe, ze zwycięską Hiszpańską Socjalistyczną Partią Robotniczą (PSOE) na czele, utworzyły Front Ludowy dysponujący ponad 60% głosów w Kortezach. CEDA, a szczególnie Gil-Robles, usiłowała zadekretować stan wojenny, a co za tym idzie zawieszenie praw konstytucyjnych, żeby w ten sposób zapobiec przejęciu władzy przez Front Ludowy. Od tej chwili członkowie CEDA pozostawali w kontakcie z grupą wojskowych niezadowolonych z objęcia rządów przez Front Ludowy; byli wśród nich między innymi generałowie Francisco Franco i Emilio Mola. Celem ich kontaktów były oczywiście przygotowania do zamachu stanu, który ostatecznie nastąpił 17 lipca 1936. Zamach ten dał początek wojnie domowej, która trwała aż do kwietnia 1939. Po stronie nacjonalistycznej wszystkie partie zostały rozwiązane w 1937, a większość ich działaczy i bojówkarzy przeszła pod sztandary Falangi.

## Ideologia
CEDA była organizacją reakcyjno-konserwatywną zmierzającą do utworzenia totalitarnego ustroju państwa. Lider partii opowiadał się za likwidacją parlamentu i zapowiedział, że chce dać Hiszpanii prawdziwą jedność, nowego ducha, ustrój totalitarny.... Reprezentowała ideologię klerykalnego konserwatyzmu, przez co niektórzy zaliczali ją do nurtu chadecji; część historyków przypisuje jej cechy faszystowskie, szczególnie w odniesieniu do jej młodzieżówki – Juventudes de Acción Popular (Młodzieżówki Akcji Ludowej). Członkowie CEDA jako swój wzorzec podawali konserwatystów brytyjskich, jednak w parlamencie otwarcie popierali reżimy faszystowski we Włoszech i nazistowski w Niemczech. Mimo monarchicznej proweniencji wielu swoich członków, CEDA stała po stronie zachowania ustroju republikańskiego. Powodem tego była chęć obrony interesów społecznych i ekonomicznych.

## Skład koalicji
- Derecha Regional Valenciana (Prawica Regionalna Walencji), wspólnota autonomiczna Walencja
- Acción Agraria Riojana (Riojańska Akcja Rolnicza), wspólnota autonomiczna La Rioja
- Unión Católica Asturiana (Katolicka Unia Asturiańska), wspólnota autonomiczna Asturia
- Unión de Derechas de Baleares (Unia Prawicy Balearów), wspólnota autonomiczna Balearów
- Unión Agraria Provincial (Prowincjonalna Unia Rolnicza), prowincja Albacete
- Derecha Regional Agraria (Rolnicza Prawica Regionalna), Cáceres (prowincja)
- Unión de Derechas Independientes (Unia Prawicy Niepodległej), Kadyks (prowincja)
- Acción Agraria Manchega (Akcja Rolnicza La Manchy), Ciudad Real (prowincja)
- Unión Regional de Derechas (Regionalna Unia Prawicy), A Coruña (prowincja)
- Acción Agraria y Ciudadana (Akcja Rolnicza i Obywatelska), Cuenca (prowincja)
- Unión de Derechas (Unia Prawicy), Grenada (prowincja)
- Acción Regional Agraria y Ciudadana (Regionalna Akcja Rolnicza i Obywatelska), prowincja Guadalajara
- Acción Agraria (Akcja Rolnicza), León (prowincja)
- Unión de Derechas y Agrarios (Unia Prawicy i Rolników), Lugo (prowincja)
- Unión Regional de Derechas (Regionalna Unia Prawicy), Pontevedra (prowincja)
- Derecha Autónoma Salmantina (Autonomiczna Prawica Salamanki), prowincja Salamanca
- Bloque Agrario Provincial (Prowincjonalny Blok Rolniczy), prowincja Soria